# Österreichischer Gewerkschaftsbund
De Österreichischer Gewerkschaftsbund (ÖGB) is een Oostenrijkse vakbond met ongeveer 1,2 miljoen leden.
Ze is aangesloten bij het IVV en de EVV en is op haar beurt de overkoepelende organisatie van 7 vakcentrales.

## Structuur

### Voorzitters
| Voorzitter             | Aangetreden | Afgetreden |
| ---------------------- | ----------- | ---------- |
| Johann Böhm            | 1945        | 1959       |
| Franz Olah             | 1959        | 1963       |
| Anton Benya            | 1963        | 1987       |
| Friedrich Verzetnitsch | 1987        | 2006       |
| Rudolf Hundstorfer     | 2006        | 2008       |
| Erich Foglar           | 2008        | heden      |

### Vakcentrales
- Gewerkschaft der Privatangestellten, Druck, Journalismus, Papier (GPA-DJP)
- Gewerkschaft öffentlicher Dienst (GÖD)
- Gewerkschaft der Gemeindebediensteten, Kunst, Medien, Sport und freie Berufe (GdG-KMSfB)
- Gewerkschaft vida
- Gewerkschaft Bau-Holz (GBH)
- Gewerkschaft PRO-GE
- Gewerkschaft der Post- und Fernmeldebediensteten (GPF)